# Gymnosoma fuliginosum
Gymnosoma fuliginosum là một loài ruồi trong họ Tachinidae.